# Tetralophophora
Tetralophophora is een geslacht van sponsdieren uit de klasse van de Homoscleromorpha.

## Soort
- Tetralophophora mesoamericana Rützler, Piantoni, van Soest, Díaz, 2014